# Open Barletta 2008
L'Open Barletta 2008 è stato un torneo di tennis facente parte della categoria ATP Challenger Series nell'ambito dell'ATP Challenger Series 2008. Il torneo si è giocato a Barletta in Italia dal 24 al 30 marzo 2008 su campi in terra rossa e aveva un montepremi di €42 500+H.

## Vincitori

### Singolare
Michail Kukuškin ha battuto in finale  Boris Pašanski con il punteggio di 6–4 6–4

### Doppio
Flavio Cipolla /  Marcel Granollers hanno battuto in finale  Oliver Marach /  Michal Mertiňák con il punteggio di 6–3, 2–6, 11–9